# Экуайё
Экуайё (фр. Écoyeux) — коммуна во Франции, находится в регионе Пуату — Шаранта. Департамент коммуны — Шаранта Приморская. Входит в состав кантона Бюри. Округ коммуны — Сент.
Код INSEE коммуны — 17147.

## Население
Население коммуны на 2010 год составляло 1232 человека.
| 1962 | 1968 | 1975 | 1982 | 1990 | 1999 | 2010 |
| ---- | ---- | ---- | ---- | ---- | ---- | ---- |
| 613  | 650  | 623  | 685  | 804  | 940  | 1232 |